# Zaunrüben-Sandbiene
Die Zaunrüben-Sandbiene (Andrena florea) ist eine solitäre Wildbiene aus der Gattung der Sandbienen. Sie war die Wildbiene des Jahres 2015.

## Merkmale
Die Tiere weisen einen schwach ausgeprägten Geschlechtsdimorphismus auf, dies ist eher ungewöhnlich für Bienen. Sie sind mit 11–12 mm etwas kleiner als Honigbienen. Ihre Statur wirkt relativ schlank, besonders die der Männchen. Ihre Behaarung ist im Allgemeinen hellbraun, am Hinterleib schütter mit schwach ausgeprägten Binden an den Tergithinterrändern. Die Beine sind dunkel die Scopae bzw. in geringerem Maße die Haare an den Hinterbeinen der Männchen sind zweifarbig, auf der ventralen Seite hell. Ein auffälliges Merkmal ist die rötliche Zeichnung des Hinterleibs. Diese findet sich auf den ersten drei Segmenten. Das Ausmaß der Zeichnung ist variabel.

### Ähnliche Arten
Andere Arten mit rötlicher Zeichnung wie z. B. A. rosae, A. trimmerana oder A. bimaculata.

## Vorkommen
Die Art ist westpaläarktisch verbreitet. Ihre Vorkommen reichen von Marokko bis in den Iran und von England bis zum südlichen Ural. Das Vorkommen dieser Art ist an das Vorhandensein von Zaunrüben gebunden. Entsprechend bewohnen sie gern Waldränder, Ruderalflächen und auch Parks und Gärten. In Deutschland war die Art bisher vor allem auf die südliche Hälfte beschränkt. Dies ändert sich jedoch in den letzten Jahren. Die Bienen haben sich bis nach Norddeutschland ausgebreitet.

## Lebensweise
Die Zaunrüben-Sandbiene ist univoltin und fliegt zur Blütezeit der Zaunrüben ab Mai bis in den August. Sie ist streng oligolektisch und sammelt den Proviant für ihre Brut nur an Zaunrüben. Ihre Nester legt sie im Boden an. Es werden spärlich bewachsene Stellen bevorzugt. Die Bienen leben gern gesellig. An geeigneten Stellen können Aggregationen von Hunderten Nestern entstehen.